# Alex Michel Bjurberg Kessidis
Alex Michel Bjurberg Kessidis (1995. március 23. –) svéd kötöttfogású birkózó. A 2018-as birkózó-világbajnokságon a bronzmérkőzésig jutott 77 kg-os súlycsoportban, kötöttfogásban. 80 kg-os súlycsoportban háromszoros Északi Bajnok kötöttfogásban.

## Sportpályafutása
A 2018-as birkózó-világbajnokságon a bronzmérkőzésig jutott.